# Michael Houghton (nhà virus học)
Michael Houghton là một nhà khoa học người Anh. Ông nhận bằng Tiến sĩ năm 1977 tại King's College London. Ông đã cùng với Qui-Lim Choo, George Kuo và Daniel W. Bradley đồng phát hiện ra bệnh viêm gan siêu vi C vào năm 1989. Ông cũng là người đồng phát hiện ra bộ gen viêm gan D vào năm 1986. Việc phát hiện ra bệnh viêm gan C đã dẫn đến sự phát triển nhanh chóng của thuốc thử chẩn đoán để phát hiện HCV trong nguồn cung cấp máu, làm giảm nguy cơ nhiễm HCV thông qua truyền máu từ 1/3 xuống còn khoảng 1/2 triệu. Người ta ước tính rằng xét nghiệm kháng thể đã ngăn ngừa ít nhất 40.000 ca nhiễm mới mỗi năm chỉ riêng ở Mỹ và nhiều trường hợp khác trên toàn thế giới.
Houghton hiện là Chủ tịch Nghiên cứu Xuất sắc của Canada về Vi-rút học và Giáo sư Li Ka Shing về Vi-rút học tại Đại học Alberta, nơi ông cũng là Giám đốc của Viện Virus học Ứng dụng Li Ka Shing. Ông cùng với Harvey J. Alter và Charles M. Rice được trao giải Nobel Sinh lý học hoặc Y học năm 2020.

## Đầu đời và giáo dục
Sinh ra tại Vương quốc Anh vào năm 1949, ở tuổi 17, Houghton được truyền cảm hứng để trở thành một nhà vi sinh vật học sau khi đọc quyển sách về Louis Pasteur. Houghton tốt nghiệp Đại học East Anglia với bằng khoa học sinh học vào năm 1972 và sau đó hoàn thành bằng Tiến sĩ hóa sinh tại King's College London vào năm 1977.

## Sự nghiệp
Houghton tham gia G. D. Searle & Company trước khi chuyển sang Công ty Cổ phần Chiron vào năm 1982. Tại Chiron, Houghton cùng với các đồng nghiệp Qui-Lim Choo, George Kuo và Daniel W. Bradley từ Trung Tâm Kiểm Soát và Phòng Ngừa Bệnh Tật, lần đầu tiên phát hiện viêm gan C.
Houghton là đồng tác giả của một loạt các nghiên cứu được công bố vào năm 1989 và 1990 đã xác định các kháng thể viêm gan C trong máu, đặc biệt là ở những bệnh nhân có nguy cơ mắc bệnh cao hơn, bao gồm cả những người đã được truyền máu. Công việc này đã dẫn đến sự phát triển của xét nghiệm sàng lọc máu vào năm 1990; việc sàng lọc máu rộng rãi bắt đầu từ năm 1992 với sự phát triển của một xét nghiệm, từ đó hầu như loại bỏ được sự nhiễm viêm gan C từ nguồn cung cấp máu được hiến tặng ở Canada. Trong các nghiên cứu khác được công bố trong cùng thời gian, Houghton và các cộng sự đã liên kết viêm gan C với ung thư gan.
Năm 2013, nhóm nghiên cứu của Houghton tại Đại học Alberta đã chỉ ra rằng một loại vắc-xin chiết xuất từ một chủng Viêm gan C duy nhất có hiệu quả chống lại tất cả các chủng virus. Đến năm 2020, vắc-xin đang trong giai đoạn thử nghiệm tiền lâm sàng.

## Giải thưởng
- 1992 – Giải thưởng tưởng niệm Karl Landsteiner[25]
- 1993 – Giải thưởng Robert Koch[26]
- 1994 – Giải thưởng William Beaumont[27]
- 2000 – Giải thưởng Lasker[28]
- 2013 – Ông trở thành người đầu tiên từ chối Giải thưởng Quốc tế của Quỹ Gairdner trị giá 100.000 đô la, lúc đó ông nói rằng "Tôi cảm thấy thật bất công khi nhận giải thưởng này mà không có sự góp mặt của hai đồng nghiệp, Tiến sĩ Qui-Lim Choo và Tiến sĩ George Kuo."[29][30]
- 2019 – Bằng tiến sĩ khoa học danh dự từ trường cũ của ông, Đại học East Anglia[31]
- 2020 – Giải Nobel Sinh lý học hoặc Y học[7]